# Wildreservaat Dja
Wildreservaat Dja in het zuidoosten van Kameroen staat sinds 1987 op de werelderfgoedlijst van de UNESCO. Dja is op deze lijst gekomen doordat het met name een grote faunadiversiteit kent en grotendeels ongerept is. De grens van het reservaat is de rivier Dja. Het reservaat herbergt meer dan 1500 plantensoorten, 107 zoogdiersoorten (waaronder bosolifanten, laaglandgorilla's en chimpansees) en 320 vogelsoorten. De oppervlakte van het reservaat is 5260 km². Samen met het Congolese reservaat Odzala-Kokoua en het Gabonese reservaat van Minkébé valt het Dja Reservaat onder het zogenaamde TRIDOM-gebied (la TRInationale du Dja, Odzala-Kokoua et Minkébé), een zone die van groot belang is voor de bescherming van het regenwoud-biotoop van het Congo-bassin.